# Michał Paluta
Michał Paluta (ur. 4 października 1995 w Strzelcach Krajeńskich) – polski kolarz szosowy. Medalista mistrzostw Polski.
Reprezentował m.in. kluby CCC Sprandi Polkowice, Global 6 Cycling oraz Santic-Wibatech. W 2019 roku zdobył tytuł mistrza Polski w wyścigu ze startu wspólnego. W latach 2021–2022 współpracował z CentrumRowerowe.pl, gdzie uczestniczył w tworzeniu materiałów dotyczących kolarstwa, w tym recenzji sprzętu rowerowego oraz poradników treningowych. W ramach tej współpracy promował również produkty marki EYEN, należącej do Dadelo S.A., poddając je testom i dzieląc się opiniami.
Paluta jest wychowankiem klubu LKS POM Strzelce Krajeńskie.

## Osiągnięcia
Opracowano na podstawie:

2013
- 7. miejsce w mistrzostwach Europy juniorów (jazda indywidualna na czas)

2015
- 3. miejsce w mistrzostwach Polski (jazda drużynowa na czas)

2016
- 2. miejsce w Karpackim Wyścigu Kurierów
  - 1. miejsce na 2. etapie
- 2. miejsce w mistrzostwach Polski (jazda drużynowa na czas)
- 1. miejsce w Memoriale Stanisława Szozdy

2017
- 8. miejsce w mistrzostwach świata juniorów (start wspólny)
- 2. miejsce w mistrzostwach Polski (jazda drużynowa na czas)

2018
- 3. miejsce w Pucharze Mariana Formy

2019
- 1. miejsce w mistrzostwach Polski (start wspólny)
- 2. miejsce w górskich szosowych mistrzostwach Polski

## Rankingi
| Rok             | 2016  | 2017  | 2018  | 2019 | 2020  | 2021  | 2022 | 2023 | 2024 |
| --------------- | ----- | ----- | ----- | ---- | ----- | ----- | ---- | ---- | ---- |
| World Ranking   | 1234. | 915.  | 1429. | 477. | 2136. | 1009. | -    | -    | 964. |
| UCI Europe Tour | 849.  | 1300. | 1040. | 367. | 1556. | 748.  | -    | -    | -    |
|                 |       |       |       |      |       |       |      |      |      |
| Źródło: UCI     |       |       |       |      |       |       |      |      |      |